# Teenkootje

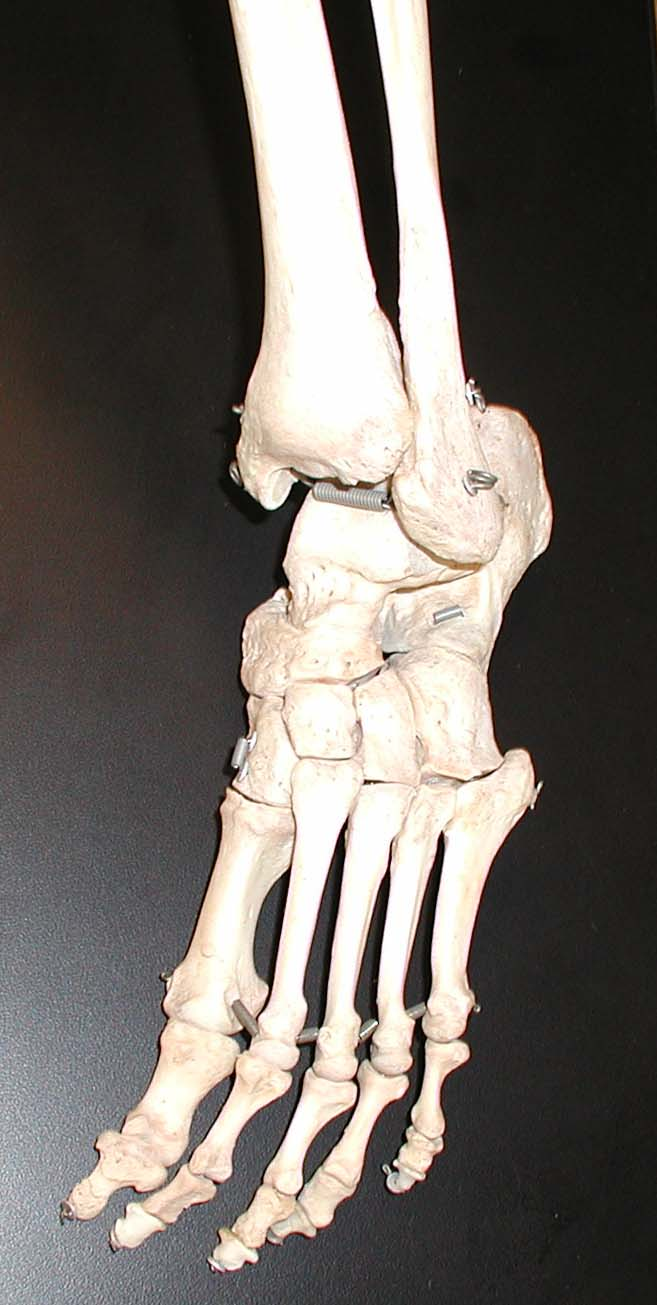

Teenkootjes zijn kleine stukjes bot. Ze bevinden zich, zoals de naam al aangeeft, in tenen en geven stevigheid hieraan. Daarnaast hechten strek- en buigpezen zich eraan.
De teenkootjes zijn het uiteinde van de voeten. In het latijn worden deze 'phalanges' (Ned: falangen) genoemd.
Anatomisch gezien bestaan de tenen uit drie soorten falangen:
- de proximale falanx, het dichtst bij de wreef
- de middelste falanx, in het midden van de tweede tot en met de vijfde teen
- de distale falanx, aan de toppen van de tenen ter hoogte van de nagels

De grote teen heeft in tegenstelling tot de overige tenen niet drie maar twee kootjes.
Bij de vingers spreekt men van vingerkootjes.